# Border Bulldogs
Dernière mise à jour : 27 février 2013.
Les Border Bulldogs sont une équipe sud-africaine de rugby à XV qui participe chaque année à la Currie Cup. Elle joue avec un maillot vert et évolue au Buffalo Park d'East London dans la province du Cap-Oriental. Elle est susceptible de fournir des joueurs à la franchise des Southern Spears qui devrait évoluer dans le Super 15 à partir de 2007. Elle joue la plupart du temps au deuxième niveau de la Currie Cup.

## Histoire
Les Border Bulldogs remportent la Currie Cup à deux reprises, partageant le trophée avec la Western Province en 1932 et 1934. Quatorze joueurs des Bulldogs ont été sélectionnés chez les Springboks dans toute l'histoire (jusqu'en 2006).

## Palmarès
- Vainqueur de la Currie Cup en 1932 et 1934
- Vainqueur du Sport Pienaar Trophy en 1975 (contre Sud-Ouest africain 28-22) et 1992 (contre Western Transvaal 18-15)